# Птомаини
Птомаини су супстанце које настају распадањем протеина и других једињења азота, као последица труљења леша. Открио их је италијански хемичар Селми 1873. године, током супервештачења на суђењу за убиство за које се претпостављало да је извршено алкалоидом делфинином. Познати птомаини који се срећу у лешевима су неуридин, кадаверин и путресцин који нису токсични. Мускарин и неурин, који настају распадањем холина спадју у токсичне птомаине.
Птомаини дају исте опште реакције као алкалоиди, чиме ометају њихово доказивање. Алкалног су карактера, могу бити у течном или чврстом стању на собној температури, и (за разлику од алкалоида) боље се растварају у води него у органским растварачима.
У зависности од полазног једињења и услова труљења настају различити птомаини. У недостатку кисеоника настаје мање птомаина али су они токсичнији.
За разликовање алкалоида и птомаина се користе биолошки тестови, пре свега отровни ефекат алкалоида на сасвим мале рибице, који изостаје код птомаина.